# Puchar UEFA (1984/1985)
Puchar UEFA 1984/1985 (ang. 1984–1985 UEFA Cup) – 14. edycja międzynarodowego klubowego turnieju piłki nożnej Puchar UEFA, zorganizowana przez Unię Europejskich Związków Piłkarskich w terminie 19 września 1984 – 22 maja 1985. W rozgrywkach zwyciężyła drużyna Real Madryt.

## 1/32 finału
| Real Madryt – SSW Innsbruck 5:0 i 0:2 1 19.09 1984 1:0 Michel 2, 2:0 Santillana 6, 3:0 Juanito 51k, 4:0 Butragueño 54, 5:0 Michel 58 2 03.10 1984 0:1 Röscher 20, 0:2 Röscher 64 |
| Real Valladolid – NK Rijeka 1:0 i 1:4 1 19.09 1984 1:0 da Silva 66 2 03.10 1984 0:1 Fegić 5, 0:2 Hristić 24, 1:2 More 26, 1:3 Fegić 77, 1:4 Desnica 84 |
| Fenerbahçe SK – AC Fiorentina 0:1 i 0:2 1 19.09 1984 0:1 Pecci 18 2 03.10 1984 0:1 Passarella 34k, 0:2 Pulici 85 |
| RSC Anderlecht – Werder Brema 1:0 i 1:2 1 19.09 1984 1:0 Czerniatynski 88 2 03.10 1984 0:1 Sidka 48, 0:2 Sidka 60, 1:2 Sidka 63s |
| Bohemians Praga – Apollon Limassol 6:1 i 2:2 1 19.09 1984 1:0 Mičinec 24, 2:0 Mičinec 28, 3:0 Janečka 33, 4:0 Janečka 54k, 5:0 Mičinec 65, 6:0 Hruška 86 2 03.10 1984 1:0 Pupuška 38, 2:0 Sloup 59, 2:1 Kemmy 75, 2:2 Stavros 81                                                                                                 |
| Red Boys Differdange – AFC Ajax 0:0 i 0:14 1 19.09 1984 2 03.10 1984 0:1 Spelbos 4k, 0:2 R. Koeman 8, 0:3 van Basten 13, 0:4 Bosman 18, 0:5 van Basten 38, 0:6 Rijkaard 51, 0:7 van Basten 54, 0:8 Vanenburg 56, 0:9 van Basten 64, 0:10 Schoenaker 70, 0:11 R. Koeman 76, 0:12 R. Koeman 78, 0:13 Bosman 80, 0:14 van Basten 84 |
| Nottingham Forest – Club Brugge 0:0 i 0:1 1 19.09 1984 2 03.10 1984 0:1 Wellens 89 |
| SC Braga – Tottenham Hotspur 0:3 i 0:6 1 19.09 1984 0:1 Falco 31, 0:2 Falco 42, 0:3 Galvin 44 2 03.10 1984 0:1 Stevens 10, 0:2 Hughton 15, 0:3 Crooks 26, 0:4 Crooks 58, 0:5 Palco 67, 0:6 Crooks 82 |
| 1. FC Köln – Pogoń Szczecin 2:1 i 1:0 1 19.09 1984 0:1 Haas 35s, 1:1 Engels 52, 2:1 Littbarski 76 2 03.10 1984 1:0 Bein 71 |
| Glentoran F.C. – Standard Liège 1:1 i 0:2 1 18.09 1984 1:0 Bowers 2, 1:1 Talan 59 2 03.10 1984 0:1 Dardenne 9, 0:2 Jelikić 35 |
| Lokomotive Lipsk – Lillestrøm SK 7:0 i 0:3 1 19.09 1984 1:0 Zötzsche 17k, 2:0 Baum 44, 3:0 Zötzsche 54k, 4:0 Lindner 69, 5:0 Köhn 78, 6:0 Köhn 84, 7:0 Köhn 86 2 03.10 1984 0:1 Eilertsen 14, 0:2 Krogsater 55, 0:3 Forsnes 69                                                                                                   |
| Odense Boldklub – Spartak Moskwa 1:5 i 1:2 1 19.09 1984 1:0 Utoit 17, 1:1 Gawriłow 26, 1:2 Sidorow 43, 1:3 Szawło 57, 1:4 Rodionow 59, 1:5 Kuzniecow 64 2 03.10 1984 0:1 Czerenkow 13, 1:1 Rasmussen 43, 1:2 Sidorow 65 |
| Southampton F.C. – Hamburger SV 0:0 i 0:2 1 19.09 1984 2 03.10 1984 0:1 Kaltz 69k, 0:2 McGhee 89 |
| AS Monaco – CSKA Sofia 2:2 i 1:2 1 19.09 1984 1:0 Genghini 8, 1:1 Sławkow 14, 1:2 Markow 16, 2:2 Genghini 19 2 03.10 1984 0:1 S. Mładenow 8, 0:2 Zdrawkow 14k, 1:2 Zako 76 |
| Bohemian F.C. – Rangers 3:2 i 0:2 1 18.09 1984 0:1 McCoist 7, 1:1 O’Brien 24, 1:2 McPherson 29, 2:2 O’Brien 36, 3:2 Lawless 53 2 03.10 1984 0:1 Paterson 84, 0:2 Redford 89 |
| Sportul Studențesc Bukareszt – Inter Mediolan 1:0 i 0:2 1 20.09 1984 1:0 M. Sandu 84 2 03.10 1984 0:1 Brady 68, 0:2 KH Rummenigge 84 |
| FK Sliwen – FK Željezničar 1:0 i 1:5 1 19.09 1984 1:0 Demirew 89 2 03.10 1984 0:1 Bahtić 28, 1:1 Simeonow 31, 1:2 Curie 37, 1:3 Bahtić 55, 1:4 Bahtić 70, 1:5 Baljić 77 |
| FC Sion – Atlético Madryt 1:0 i 3:2 1 19.09 1984 1:0 Cina 75 2 03.10 1984 1:0 Manna 1s, 2:0 Cina 4, 3:0 Cina 14, 3:1 Sánchez 16k, 3:2 Pedraza 38 |
| Olympiakos SFP – Neuchâtel Xamax 1:0 i 2:2 1 19.09 1984 1:0 Mitropoulos 2 (mecz w Atenach) 2 03.10 1984 0:1 Lüthi 25, 1:1 Anastopoulos 53, 1:2 Zaugg 71, 2:2 Anastopoulos 89 |
| Real Betis – CS Universitatea Craiova 1:0 i 0:1 (dog), karne 3:5 1 19.09 1984 1:0 Suárez 78 2 03.10 1984 0:1 Cirtu 46 |
| Widzew Łódź – Aarhus GF 2:0 i 0:1 1 20.09 1984 1:0 Dziekanowski 21k, 2:0 Świątek 52 2 03.10 1984 0:1 Lindqvist 21 |
| Dukla Bańska Bystrzyca – Borussia Mönchengladbach 2:3 i 1:4 1 19.09 1984 0:1 Hochstätter 25, 1:1 Nemec 30, 2:1 Nemec 65k, 2:2 Criens 71, 2:3 Lienen 79 2 03.10 1984 0:1 Herbst 27, 0:2 Rahn 50, 0:3 Rahn 51, 1:3 Kargos 53, 1:4 Rahn 66                                                                                          |
| Sporting CP – AJ Auxerre 2:0 i 2:2 (dog) 1 19.09 1984 1:0 Manuel Fernandos 54, 2:0 Jaime Pacheco 80 2 03.10 1984 0:1 Szarmach 15, 0:2 Szarmach 82, 1:2 Océano 92, 2:2 Lito 119 |
| Dynama Mińsk – Helsingin Jalkapalloklubi 4:0 i 6:0 1 19.09 1984 1:0 Kondratiew 23, 2:0 Kondratiew 28, 3:0 Kondratiew 39, 4:0 Szalimo 60 2 03.10 1984 1:0 Gocmanow 4, 2:0 Mielnikow 20, 3:0 Kondraszew 21, 4:0 Gocmanow 30, 5:0 Gocmanow 50, 6:0 Gocmanow 89                                                                      |
| Manchester United – Rába ETO Győr 3:0 i 2:2 1 19.09 1984 1:0 Robson 17, 2:0 A. Mühren 37, 3:0 Hughes 74 2 03.10 1984 1:0 Brazil 9, 1:1 Preszeller 51, 1:2 Hannich 59, 2:2 A. Mühren 75k |
| Vorwärts Frankfurt – PSV Eindhoven 2:0 i 0:3 1 19.09 1984 1:0 Hendel 7, 2:0 Pietsch 62 2 03.10 1984 0:1 Brandts 17, 0:2 Brylle-Larsen 18, 0:3 Valke 88 |
| Östers IF – LASK Linz 0:1 i 0:1 1 19.09 1984 0:1 Hold 84 2 03.10 1984 0:1 Hagmayr 44 |
| AIK Fotboll – Dundee United 1:0 i 0:3 1 19.09 1984 1:0 Thomas Andersson 13 2 03.10 1984 0:1 Sturrock 46, 0:2 Milne 69, 0:3 Milne 72 |
| Ajax Rabat – FK Partizan 0:2 i 0:2 1 19.09 1984 0:1 Vučićevic 63, 0:2 Djelmaš 70 2 03.10 1984 0:1 Mance 18, 0:2 Stefanović 64 |
| Knattspyrnufélag Reykjavíkur – Queens Park Rangers 0:3 i 0:4 1 18.09 1984 0:1 Stainrod 24, 0:2 Bannister 64, 0:3 Stainrod 76 2 02.10 1984 0:1 Bannister 11, 0:2 Bannister 17, 0:3 Charles 28, 0:4 Bannister 60 |
| Paris Saint-Germain – Heart of Midlothian 4:0 i 2:2 1 19.09 1984 1:0 Sušić 22, 2:0 Rocheteau 36, 3:0 Sušić 57, 4:0 Niederbacher 62 2 03.10 1984 1:0 Niederbacher 10, 1:1 Robertson 27, 2:1 Jeannol 44, 2:2 Robertson 86 |
| Videoton FC – Dukla Praga 1:0 i 0:0 1 18.09 1984 1:0 Szabo 37 2 01.10 1984 |

## 1/16 finału
| NK Rijeka – Real Madryt 3:1 i 0:3 1 24.10 1984 1:0 Fegić 30, 2:0 Matrijan 41, 3:0 Fegić 58, 3:1 Isidro 81 2 07.11 1984 0:1 Juanito 68k, 0:2 Santillana 79, 0:3 Valdano 82 |
| AC Fiorentina – RSC Anderlecht 1:1 i 2:6 1 24.10 1984 1:0 Socrates 21, 1:1 Van den Bergh 49 2 07.11 1984 0:1 de Groote 12, 1:1 Socrates 50k, 1:2 Czerniatynski 60, 1:3 van den Bergh 61, 1:4 de Greet 69, 2:4 lachini 70, 2:5 Vercauteren 77k, 2:6 Scifo 84                                            |
| AFC Ajax – Bohemians Praga 1:0 i 0:1 (dog), karne 2:4 1 24.10 1984 1:0 Bosman 27 2 07.11 1984 0:1 Sloup 81 |
| Club Brugge – Tottenham Hotspur 2:1 i 0:3 1 24.10 1984 1:0 Ceulemans 5, 2:0 B. Jensen 80k, 2:1 Allen 82 2 07.11 1984 0:1 Hazard 5, 0:2 Allen 28, 0:3 Roberts 37 |
| Standard Liège – 1. FC Köln 0:2 i 1:2 1 24.10 1984 0:1 Littbarski 38, 0:2 Bein 80 2 07.11 1984 0:1 Strack 41, 0:2 Klaus Allofs 54, 1:2 Gründel 75 |
| Lokomotive Lipsk – Spartak Moskwa 1:1 i 0:2 1 24.10 1984 0:1 Gawriłow 6, 1:1 Zötzsche 84 2 07.11 1984 0:1 Gawriłow 26, 0:2 Rodionow 47 |
| Hamburger SV – CSKA Sofia 4:0 i 2:1 1 24.10 1984 1:0 McGhee 19, 2:0 van Heesen 43, 3:0 Magath 82, 4:0 van Heesen 89 2 07.11 1984 1:0 Wuttke 8, 2:0 McGhee 53, 2:1 Zdrawkow 89 |
| Inter Mediolan – Rangers 3:0 i 1:3 1 24.10 1984 1:0 Sabato 18, 2:0 Causio 67, 3:0 KH Rummenigge 87 2 07.11 1984 0:1 Mitchell 5, 1:1 Altobelli 15, 1:2 Ferguson 16, 1:3 Ferguson 55 |
| FK Željezničar – FC Sion 2:1 i 1:1 1 24.10 1984 1:0 Bahtić 25, Bahtić 84 – Šabanadžović 75s 2 07.11 1984 1:0 Curie 75, 1:1 Cina 81 |
| CS Universitatea Craiova – Olympiakos SFP 1:0 i 1:0 1 24.10 1984 1:0 Cirtu 15 2 07.11 1984 1:0 Cirtu 75 |
| Borussia Mönchengladbach – Widzew Łódź 3:2 i 0:1 1 24.10 1984 1:0 Rahn 21, 2:0 Criens 31, 2:1 Wraga 57, 3:1 Herbst 61, 3:2 Myśliński 68 2 07.11 1984 0:1 Smolarek 65 |
| Sporting CP – Dynama Mińsk 2:0 i 0:2 (dog), karne 3:5 1 24.10 1984 1:0 Borovski 46s, 2:0 Manuel Fernandes 89 2 07.11 1984 0:1 Sokoł 2, 0:2 Sokoł 18 |
| PSV Eindhoven – Manchester United 0:0 i 0:1 (dog) 1 24.10 1984 2 07.11 1984 0:1 Strachan 93k |
| LASK Linz – Dundee United 1:2 i 1:5 1 24.10 1984 0:1 Kirkwood 15, 1:1 Hagmayr 26, 1:2 Bannon 89k 2 07.11 1984 0:1 Hegarty 14, 1:1 Narey 33s, 1:2 Coyne 38, 1:3 Coyne 44, 1:4 Gough 80, 1:5 Beaumont 88                                                                                                 |
| Queens Park Rangers – FK Partizan 6:2 i 0:4 1 24.10 1984 1:0 Gregory 12, 1:1 Klinčarski 13, 1:2 Mance 24, 2:2 Fereday 25, 3:2 Stainrod 44, 4:2 Neill 55, 5:2 Bannister 59, 6:2 Bannister 83 2 07.11 1984 0:1 Mance 4, 0:2 Kaličanin 40k, 0:3 Ješić 46, 0:4 Živković 64                                 |
| Paris Saint-Germain – Videoton FC 2:4 i 0:1 1 24.10 1984 0:1 Szabo 2, 0:2 Szabo 27, 0:3 Csongradi 52, 0:4 Csongradi 71, 1:4 Rocheteau 74, 2:4 Rocheteau 84 2 07.11 1984 0:1 Burcsa 36, 0:2 Szabo 38 (mecz przerwany w 67 minucie z powodu mgły – powtórzony następnego dnia) 3 08.11 1984 0:1 Majer 54 |

## 1/8 finału
| RSC Anderlecht – Real Madryt 3:0 i 1:6 1 28.11 1984 1:0 Van den Bergh 63, 2:0 Czerniatynski 64, 3:0 Vercauteren 84k 2 12.12 1984 0:1 Sanchis 3, 0:2 Butragueño 16, 0:3 Valdano 29, 1:3 Arnesen 33, 1:4 Valdano 39, 1:5 Butragueño 47, 1:6 Butragueño 49 |
| Tottenham Hotspur – Bohemians Praga 2:0 i 1:1 1 28.11 1984 1:0 Ondra 25s, 2:0 Stevens 80 2 12.12 1984 1:0 Falco 8, 1:1 Prokeš 51 |
| Spartak Moskwa – 1. FC Köln 1:0 i 0:2 1 28.11 1984 1:0 Pozdniakow 35 (mecz w Tbilisi) 2 12.12 1984 0:1 Bein 24, 0:2 Littbarski 75 |
| Hamburger SV – Inter Mediolan 2:1 i 0:1 1 28.11 1984 1:0 Schröder 2, 1:1 KH Rummenigge 47, 2:1 von Heesen 80 2 12.12 1984 0:1 Brady 78k |
| CS Universitatea Craiova – FK Željezničar 2:0 i 0:4 1 28.11 1984 1:0 Beldeanu 19, 2:0 Camataru 27k 2 12.12 1984 0:1 Škoro 32, 0:2 Samardľić 44, 0:3 Mihajlović 62, 0:4 Nikić 84                                                                         |
| Widzew Łódź – Dynama Mińsk 0:2 i 1:0 1 28.11 1984 0:1 Zygmantowicz 37, 0:2 Rumbutis 89 2 12.12 1984 1:0 Dziekanowski 10k (mecz w Tbilisi) |
| Manchester United – Dundee United 2:2 i 3:2 1 28.11 1984 1:0 Strachan 10k, 1:1 Hegarty 46, 2:1 Robson 48, 2:2 Sturrock 61 2 12.12 1984 1:0 Hughes 12, 1:1 Dodds 25, 2:1 McGinnis 40s, 2:2 Hegarty 56, 3:2 A. Mühren 78                                  |
| Videoton FC – FK Partizan 5:0 i 0:2 1 28.11 1984 1:0 Szabo 11, 2:0 Szabo 48, 3:0 Szabo 49k, 4:0 Szabo 73, 5:0 Majer 80 2 12.12 1984 0:1 Živković 6, 0:2 Varga 45                                                                                        |

## 1/4 finału
| Tottenham Hotspur – Real Madryt 0:1 i 0:0 1 06.03 1985 0:1 Ferryman 15s 2 20.03 1985                                                              |
| Inter Mediolan – 1. FC Köln 1:0 i 3:1 1 06.03 1985 1:0 Causio 55 2 20.03 1985 1:0 Manni 17, 1:1 Bein 64, 2:1 KH Rummemgge 75, 3:1 KH Rummemgge 83 |
| FK Željezničar – Dynama Mińsk 2:0 i 1:1 1 06.03 1985 1:0 Samardžić 64, 2:0 Baždarević 86 2 20.03 1985 0:1 Sziszkin 14, 1:1 Bahtić 22              |
| Manchester United – Videoton FC 1:0 i 0:1 (dog), karne 4:5 1 06.03 1985 1:0 Stapleton 60 2 20.03 1985 0:1 Wittman 9                               |

## 1/2 finału
| Inter Mediolan – Real Madryt 2:0 i 0:3 1 10.04 1985 1:0 Brady 25k, 2:0 Altobelli 57 2 24.04 1985 0:1 Santillana 12, 0:2 Santillana 42, 0:3 Michel 59                      |
| Videoton FC – FK Željezničar 3:1 i 1:2 1 10.04 1985 1:0 Burcsa 7, 2:0 Laszló Disztl 19, 2:1 Škoro 20, 3:1 Vadasz 82 2 24.04 1985 0:1 Bahtić 7, 0:2 Cunc 72, 1:2 Csuhay 87 |

## Finał
| Videoton FC – Real Madryt 0:3 i 1:0 |
| 8 maja 1985 Székesfehérvár Sóstói Stadion (35 000) Videoton FC – Real Madryt 0:3 (0:1) Sędzia: Michel Vautrot (Francja) Bramki: 0:1 Míchel 31, 0:2 Santillana 76, 0:3 Jorge Valdano 89 Székesfehérvári Videoton Sport Club (trener Ferenc Kovács): Péter Disztl – László Disztl, Tibor Végh (kapitan), Jószef Csuhay, Gábor Horváth – István Borsányi, István Palkovics, Géza Wittman – Gyözö Burcsa, György Novath (62 László Gyenti), Imre Vadász Real Madrid Club de Fútbol (trener Luis Molowny): Miguel Ángel – Uli Stielike, Chendo, Manolo Sanchis, José Antonio Camacho (kapitan) – San José, Míchel, Ricardo Gallego – Emilio Butragueño (78 Juanito), Santillana (88 José Antonio Salguero), Jorge Valdano |
| 22 maja 1985 Madryt Estadio Santiago Bernabéu (90 000) Real Madryt – Videoton FC 0:1 (0:0) Sędzia: Alexis Ponnet (Belgia) Bramki: 0:1 Lajos Májer 86 Real Madrid Club de Fútbol (trener Luis Molowny): Miguel Ángel – Uli Stielike, Chendo, Manolo Sanchis, José Antonio Camacho (kapitan) – Ricardo Gallego, San José, Míchel – Emilio Butragueño, Santillana, Jorge Valdano (57 Juanito) Székesfehérvári Videoton Sport Club (trener Ferenc Kovács): Péter Disztl – László Disztl – Tibor Végh (kapitan), Jószef Csuhay, Gábor Horváth – Gyözö Burcsa, László Csongrádi (58 Géza Wittman), Imre Vadász, Lajos Májer – József Szabó, György Novath (52 István Palkovics)                                            |